# 공주와 고블린

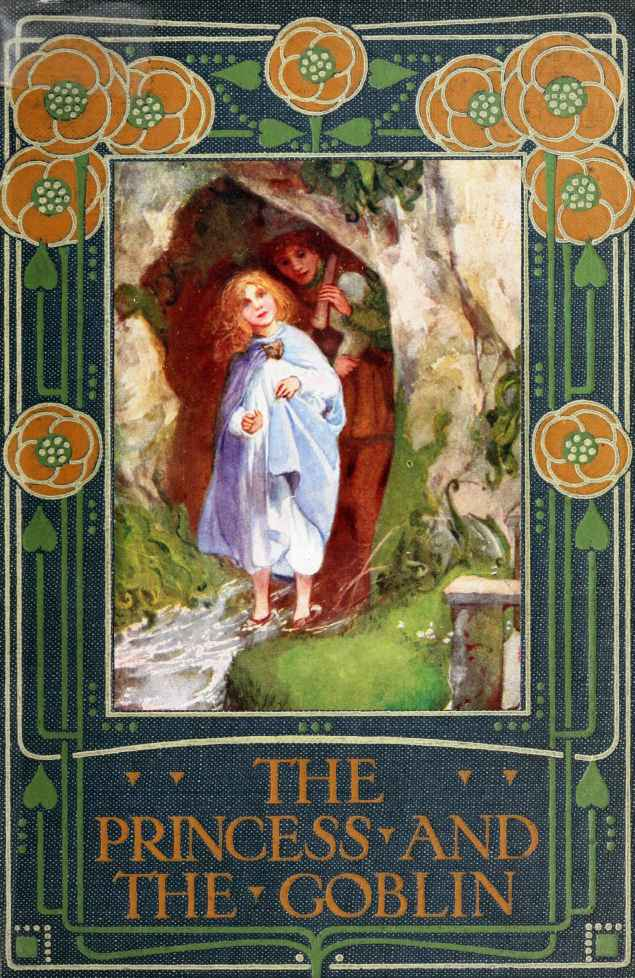
1911년판 표지

공주와 고블린은 스코틀랜드의 소설가 조지 맥도널드가 쓴 1872년 판타지 소설이다.

## 주요 등장인물
- 아이린 공주: 산기슭의 별궁에 사는 공주. 가끔 고집을 부리지만 공주의 아름다움을 가지고 있다.
- 고조할머니: 낡은 계단의 꼭대기 탑에 산다. 고조할머니의 존재를 믿어야 만날 수 있다.
- 커디: 용감한 광부 소년. 뚱땡이들이 노래를(특히 새로 만든 노래를) 싫어한다는 것을 알고 노래를 불러 고블린들을 쫓아낸다.

## 줄거리
비오는 날 아이린 공주는 오래된 계단을 올라가다가 길을 잃었다. 그리고 탑 꼭대기에 사는 아이린 고조할머니의 도움으로 내려가는 길을 찾게 된다. 얼마 후, 아이린 공주는 유모 루티와 산책을 나갔다가 어두워져서 길을 잃게 된다. 공주와 유모는 고블린을 만나지만, 광부 소년 커디가 고블린에게서 도망치고 궁전으로 돌아가는 것을 도와준다. 그 뒤로 아이린 공주는 지하에 있는 고블린들의 궁전에 갇힌 커디를 구해준다. 그리고 고블린들의 궁전에는 홍수가 나서 대부분의 고블린은 죽고, 나머지 고블린들은 착해진다!